# Franz Ludwig Schenk von Castell (1671–1736)

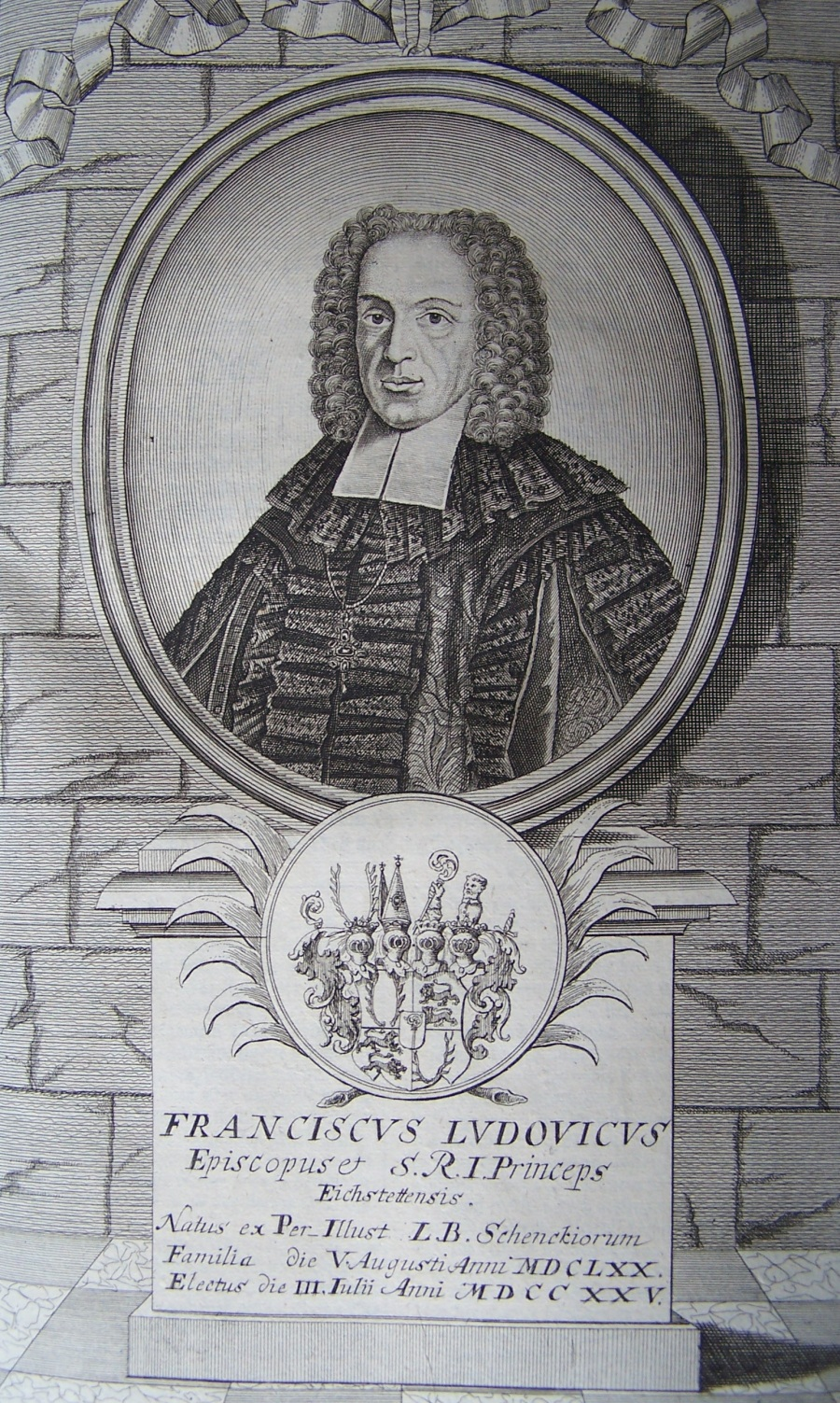
Franz Ludwig Schenk von Castell

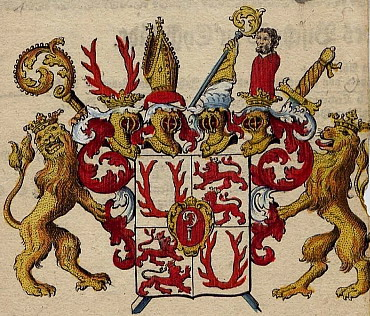
Gemehrtes Wappen des Fürstbischofs

Freiherr Franz Ludwig Schenk von Castell (* 5. August 1671 in Arberg; † 17. September 1736 in Eichstätt) war ein deutscher Geistlicher und der 64. Bischof des Bistums Eichstätt und Fürstbischof des Hochstifts Eichstätt.

## Leben
Franz Ludwig, aus dem Geschlecht der Schenk von Castell, absolvierte seine Studien in Ingolstadt die Humaniora und am Germanicum in Rom Theologie. Auch muss er sich in Salzburg aufgehalten haben, denn dort wird er noch 1691 als Sodale der Marianischen Kongregation geführt. 1694 wurde er in Augsburg Domherr und 1709 bis 1725 Dompropst, 1696 in Eichstätt Domherr und 1716 Kapitular. 1695 war er in Siena immatrikuliert.
Er war nach Aussagen von Zeitgenossen klug, ernst und in seiner Rede treffend. Erst mit 46 Jahren ließ er sich zum Priester weihen und feierte am 28. März 1717 in der Gruftkapelle der Kloster- und Pfarrkirche St. Walburg in Eichstätt seine Primiz.
Am 3. Juli 1725 wurde er vom Eichstätter Domkapitel zum 64. Bischof von Eichstätt gewählt und am 16. Dezember 1725 geweiht. Bereits der 60. und der 61. Bischof waren aus seiner Familie hervorgegangen: Marquard II. Schenk von Castell (amtierend 1636–1685) und Johann Euchar Schenk von Castell (1625–1697). 
In kürzester Zeit erneuerte er die unter seinem Vorgänger durch Korruption in Schieflage geratene Hochstiftsverwaltung. In seiner elfjährigen Regierungszeit ließ er die Pfarreien visitieren, förderte die Verehrung des seligen Gundekar II., ließ noch im Jahr seiner Wahl bis 1727 den Südflügel der neuen Residenz in der Stadt fertigstellen, gab die Minister- und Cavalierhöfe, die Kanonikatshäuser, das Generalvikariat und die Hofkanzlei am Residenzplatz in Auftrag und errichtete sich 1735 bis 1737 in Eichstätt eine Sommerresidenz nebst Hofgarten. 1735 entstand am Marktplatz die Stadtpropstei als Sitz des Stadtrichters. Er veranstaltete prunkvolle Hoffeste und Hofjagden; so wurden 1710 bei einer Hofjagd 170 Hirsche, 81 Eber, 204 Hasen, 2 Wölfe, 19 Füchse und 2 Dachse erlegt – nicht viel weniger bei der Hofjagd von 1730 zu Ehren des Kurfürsten von Mainz bei Greding. An Kirchen konsekrierte er u. a. 1728 die neue Stadtpfarrkirche St. Jakobus d. Ä. in Greding.
1731 hatte er ein Grabmal zur Castellschen Familiengruft im Eichstätter Dom anlegen lassen, wo er fünf Jahre später auch bestattet wurde.